# Marcelo Auler
Marcelo José Cruz Auler (1955, Rio de Janeiro) é um jornalista e escritor brasileiro. Trabalhou para os principais jornais do país nas cidades do Rio de Janeiro, Brasília e São Paulo. Recebeu o Prêmio Esso de Jornalismo em equipe (1992) e o Prêmio Esso de Melhor Contribuição à Imprensa (1993).

## Biografia
Nascido em agosto de 1955 na extinta maternidade Nossa Senhora de Lourdes, foi criado junto com seis irmãos na Tijuca, em uma família típica de classe média: mãe professora primária do Estado, pai arquiteto e projetista.
Com rígida formação religiosa e bastante conservadora, um dia até pensou em ser padre, mas a vocação sacerdotal falou mais alto em seu irmão, o hoje monsenhor Gustavo Auler, que desde dedica-se à vida religiosa. A queda pelo jornalismo surgiu no chamado científico (hoje ensino médio), no Colégio Marista São José, da Rua Barão de Mesquita, na Tijuca. Ali, na condição de relações públicas do grêmio, foi incumbido do boletim de notícias das olimpíadas internas, ao mesmo tempo em que frequentou diversas redações de jornais, rádios e televisões para divulgar as atividades estudantis, como o Festival da Canção do Passarinho.
Viviam os anos de chumbo da ditadura militar que sua família sempre apoiou. Mas, nos bancos do colégio da Rua Barão de Mesquita, entre os anos de 1971 e 1972, surgiu sua conscientização política, graças ao então capelão, Padre Bruno Trombetta – que mais do que um professor, tornou-se grande amigo – assim como um quarteto de irmãos maristas – Aleixo Maria Autran, Carlos Eduardo Zanatta. Roberto Simão e Roberto Cheib, o único vivo. A situação política do país, nesse anos de chumbo, era discutida na Missa do Porão, uma celebração feita por Trombetta, às 18h de domingo, no porão da Igreja Nossa Senhora da Conceição, na Usina da Tijuca.

## Carreira
Ingressou na Rádio Globo a convite do então redator Edson Nequetti, que queria desestimulá-lo de seguir o jornalismo. Foi em 1972, mas só conseguiu a vaga em 1974 depois de, em janeiro de 1973, ser barrado pelo então diretor de jornalismo, Mário Franqueira, com o argumento de que menor de idade não podia entrar na rádio, considerada um "ambiente de prostituição". Ao estrear como rádio-escuta, em pleno feriado estadual (na época, vivia-se na Guanabara) de 20 de janeiro, além da maioridade já estava matriculado na Faculdade de Comunicação Hélio Alonso.
Muito ajudou em sua formação profissional o trabalho em três cidades diferentes – Rio, Brasília e São Paulo -, que permitiu testemunhar passagens importantes da história contemporânea assim como participar de grandes coberturas em momentos fundamentais do nosso jornalismo.
Tabalhou nos principais órgãos de comunicação do país, como contratado ou colaborador: Rádio Globo, O Globo, O Pasquim, Jornal Movimento, Revista Manchete (no Rio, entre 1974 e 1978); sucursal do Jornal do Brasil e Jornal de Brasília (Brasília de 1978 a 1980); Folha de S.Paulo, Jornal Informática Hoje, revistas Balanço Financeiro e Isto É (São Paulo de 1980 a 1986); Revistas Administração & Marketing, Jornal Retrato do Brasil, revista Veja, jornal O Dia, Carta Maior (site), No Mínimo (site), TV Alerj, sucursal de O Estado de S. Paulo, ACERP/TV Escola, Consultor Jurídico (site), revista CartaCapital, Jornal Lance!, Jornal do Brasil (on line). Estes, entre 1986 e 2013, no Rio de Janeiro.
Fora das redações, foram três experiências: assessor para assuntos comunitários na Secretaria Estadual de Educação em São Paulo, com o secretário Paulo de Tarso Santos, no governo de Franco Montoro (1982); Assessor de Imprensa da diretoria da Empresa de Tecnologia e Informações da Previdência Social – Dataprev (2003/2005) e, finalmente, Assessor da Comissão estadual da Verdade do Rio de Janeiro (2013).
Atualmente Marcelo é diretor de jornalismo da ABI (Associação Brasileira de Imprensa), colaborador do portal Brasil 247 e do Jornal GGN.

## Literatura
Em 2008, por iniciativa de Pedro Paulo Negrini, uma antiga fonte que se tornou grande amigo, fez sua primeira incursão no campo editorial ao participar com ele e Renato Lombardi da confecção da segunda edição do livro “Enjaulados” (Editora Gryphus). Escreveu sobre as facções criminosas do Rio. Quatro anos depois, com o também amigo Antônio Carlos Biscaia, lançou Biscaia (Editora Cassará), uma biografia autorizada.

Em 2017 participou do livro A Enciclopédia do Golpe (Projeto Editorial Praxis/Declatra, 2017), organizado por Bárbara Caramuru Teles, onde foi autor do capítulo sobre a Polícia Federal. 

## Processos na justiça
Desde o início de sua carreira como repórter investigativo Auler foi vítima de diversos processos judiciais. O caso mais recente ocorreu em maio de 2016, onde por ordem da Justiça ao menos dez reportagens sobre a Operação Lava-Jato e a Polícia Federal do Paraná publicadas desde novembro do ano passado no site do jornalista (www.marceloauler.com.br) foram retiradas do ar no início deste mês.
Os textos tratavam de vazamentos de informações (supostamente por parte de delegados e procuradores) e grampos em celas e dependências de presos.
As ações haviam sido movidas pelos delegados Mauricio Moscardi Grillo e Erika Mialik Marena, da Superintendência Regional da Polícia Federal no Paraná. Já as decisões foram proferidas pelos juízes Nei Roberto de Barros Guimarães, do 8º Juizado Especial Cível, e Vanessa Bassani, do 12º Juizado Especial Cível, ambos de Curitiba (PR).
No caso da delegada Erika, a alegação para o processo foi de que duas reportagens publicadas por Auler colocaram em dúvida a idoneidade da delegada federal atuante na força-tarefa da Lava-Jato.
Diversos profissionais e veículos de imprensa manifestaram apoio a Auler, repudiando a iniciativa que remete aos tempos da censura prévia da ditadura militar.

Uma decisão da 1ª Turma do Supremo Tribunal Federal (STF) cassou, na sessão de terça-feira (05/06/2018), a censura imposta ao blog do Marcelo Auler por decisão judicial a pedido da delegada federal Erika Mialik Marena. Com isso, os ministros do Supremo condenaram uma prática que tem se repetido em diversos juízos, de determinar a retirada de reportagens e postagens nos sites noticiosos. Para três ministros isto só pode acontecer se ficar caracterizado o dolo no noticiário, o que não encontraram nas reportagens consideradas ofensivas pela delegada.